# Tear Me Down
I Tear Me Down sono un gruppo hardcore punk di Roma-Viterbo, attivi dal 1995.

## Storia
Il gruppo è molto conosciuto ed apprezzato in tutta Italia per i loro concerti tra gli amanti dell'hardcore politicizzato. Le tematiche affrontate nei testi sono quelle comuni alla maggior parte dei gruppi musicali appartenenti a questo genere (lotta alle ingiustizie, al capitalismo, al fascismo, al razzismo, ecc.), espresse però in maniera più violenta rispetto ad altri gruppi del genere; infatti i cavalli di battaglia del gruppo (che riscuotono un grande successo live) sono i seguenti: 10,100,1000 Acca Larentia, Maledetti frikkettoni, Viterbo hardcore. In particolare in 10,100,1000 Acca Larentia, la loro canzone più nota, il gruppo auspica che avvengano quante più stragi di fascisti, nemici a causa delle loro ideologie. Il titolo del brano allude alla strage di Acca Larentia, dove nel '78 tre fascisti della sezione romana dell'MSI vennero uccisi.

## Formazione

### Formazione attuale
- Massimo L. - voce
- Adriano P. - chitarra, voce
- Emiliano C. - basso
- Mario M. - batteria
- Peppe G. - chitarra

### Altri componenti
- Marco B. - chitarra (1995-1996)
- Andrea B. - batteria (1995-1996)
- Antonio M. - basso (1995-1996), chitarra (1997-1998)
- Andrea C. - batteria (1997-2006)
- Fiore B. - basso (1997-2002), chitarra (2002-2004)
- Paolo C - chitarra (1997-2001)
- Alessandro - batteria (2007)
- Davide S. - batteria (2007-2009)
- Luca - basso (2008)

## Discografia
- 1996 - Più sbirri morti (7" EP)
- 1997 - Morire di tolleranza (10" LP)
- 1998 - III Terzo (7" EP)
- 2002 - Vincere... (mcd EP)
- 2004 - La rivolta non si arresta (CD)
- 2005 - Tear Me Down/Opus Dead (7" split EP)
- 2012 - Il tempo cambia (CD/12" LP)
- 2021 - Solchi (12" LP gatefold)
- 2023 - Vecchia scuola [7" Split EP con i Contrasto (gruppo musicale)]